# Атентати от 11 септември 2001 г.
Атентатите от 11 септември 2001 г. са поредица от 4 съгласувани самоубийствени атаки срещу САЩ, извършени на 11 септември 2001 г. в Ню Йорк и Вашингтон.
Сутринта на този ден 19 терористи от ислямската военна групировка „Ал-Кайда“ отвличат 4 пътнически самолета. Похитителите умишлено разбиват два от тях в двете кули близнаци на Световния търговски център в Ню Йорк, при което за по-малко от 2 часа кулите се сриват до основи. Терористите разбиват третия самолет в Пентагона – седалището на Министерството на отбраната на САЩ, намиращо се в окръг Арлингтън, Вирджиния. Четвъртият самолет се разбива в открито поле в окръг Съмърсет, Пенсилвания, след като пътниците оказват съпротива, преди самолетът да достигне целта си във Вашингтон. По официална статистика броят на загиналите при атентатите е 2 974 души, без 19-те терористи. Никой от пътниците в отвлечените самолети не оцелява. Основната част от жертвите са цивилни лица от 90 държави. Загиват също така и полицаи, пожарникари и други спасителни работници.
Атентатите са едно от най-мащабните и трагични събития на 21 век, което повлиява силно в политически, психологически и икономически аспект не само САЩ, но и целия свят. Подозренията бързо падат на Ал-Кайда и през 2004 г. лидерът на групировката Осама бин Ладен, който първоначално отрича всякакво участие, поема отговорността за атентатите. Като мотиви за атентатите Ал-Кайда и Бин Ладен посочват американската подкрепа за Израел, присъствието на американски военни сили в Саудитска Арабия и санкциите срещу Ирак. В отговор на атаките САЩ започват война срещу тероризма и нахлуват в Афганистан, за да свалят от власт талибаните, които прикриват Ал Кайда. Много държави по света засилват мерките за сигурност и въвеждат антитерористично законодателство. През май 2011 г. Бин Ладен е открит и убит.
Разчистването на площадката на Световния търговски център приключва през май 2002 г. Възстановяването му се оказва сложно, тъй като възникват противоречия относно вида на новите сгради и тяхната конструкция. На 11 септември 2011 г. на мястото на кулите е открит Национален мемориал и музей на 11 септември. Непосредствено до мемориала през 2013 г. е завършен Световният търговски център 1. Пентагонът е възстановен в рамките на една година и до сградата е изграден мемориал през 2008 г. На мястото на катастрофиралия четвърти самолет през 2009 г. започва изграждане на постоянен мемориал.

## Атаки
Атаките започват рано сутринта на 11 септември 2001 година, когато 19 терористи установяват контрол над 4 пътнически самолета, излитащи от Източното крайбрежие на САЩ в посока към Калифорния. Специално са подбрани самолети за далечни направления, тъй като те са напълно заредени с гориво.
Петима терористи блъскат полет 11 на „Американ Еърлайнс“: „Боинг 767 – 723“ в северната страна на Северната кула от Световния търговски център (СТЦ) в 8:46:33 часа местно време. Редовният маршрут на полета е трябвало да бъде от Международно летище Логан в Бостън, Масачузетс до Международно летище Лос Анджелис в Лос Анджелис.
В 9:02:59 часа местно време други петима терористи блъскат полет 175 на „Юнайтед Еърлайнс“: „Боинг 767 – 222“ в Южната кула. Събитието се излъчва на живо по цял свят, след като телевизионните станции разбират за първия сблъсък. Редовният маршрут на полета е трябвало да бъде от Международно летище Логан в Бостън, Масачузетс до Международно летище Лос Анджелис в Лос Анджелис.
Петима терористи насочват полет 77 на „Американ Еърлайнс“: „Боинг 757 – 223“ към Пентагона в 9:37:46 часа местно време. Редовният маршрут на полета е трябвало да бъде от Международно летище Вашингтон Дулс в окръг Феърфакс, Вирджиния, в близост до Вашингтон до Международно летище Лос Анджелис в Лос Анджелис.
Четвъртият самолет, полет 93 на „Юнайтед Еърлайнс“: „Боинг 757 – 222“, който е под контрола на четирима терористи, пада в поле в Югозападна Пенсилвания, на около 240 км северозападно от Вашингтон, в 10:03:11 часа местно време, след като пътниците се противопоставят на похитителите. Предполага се, че целта на полета е бил Капитолия или Белия дом. Аудиозапис от пилотската кабина разкрива опита на екипажа и пътниците да отнемат контрола над самолета от терористите, след като разбират от телефонни разговори, че други отвлечени самолети са разбити в сгради по-рано сутринта. След като на терористите става ясно, че пътниците ще възвърнат контрола си над самолета, единият от похитителите нарежда на другия да го разбие в земята. Скоро след това самолетът се разбива в поле край Шанксвил. Редовният маршрут на полета е трябвало да бъде от Международно летище Нюарк (сега известно като Международно летище Нюарк Либърти) в Нюарк, Ню Джърси до Международно летище Сан Франциско и продължавайки до Международно летище Нарита в Токио.
Някои пътници успяват да проведат телефонни разговори от телефоните на борда и от мобилните си телефони, като успяват да предадат информация, че на всеки самолет има по няколко похитители. Използван е лютив спрей и няколко души са наръгани. Докладите разкриват, че похитителите убиват пилоти, стюардеси и един или повече пътници. В окончателния си доклад Комисия 9/11 разкрива, че похитителите са закупили многофункционални преносими инструменти и разнородни ножове и остриета.
След като става ясно, че полет 11 е отвлечен, два изтребителя F-15 са вдигнати във въздуха до 8:53 ч. След като двете кули са ударени, във въздуха са вдигнати още изтребители до 9:30 ч. В 10:20 ч. заповедите са да се сваля всеки пътнически самолет, който може със сигурност да бъде идентифициран като отвлечен, но тази заповед не е достигнала до пилотите на изтребителите поради опасения от грешки.
Трите сгради от комплекса на Световния търговски център се срутват в резултат на структурни повреди. Южната кула пада в 9:59 ч., след като 59 минути е обхваната от пожар, причинен от сблъсъка със самолета. Северната кула пада в 10:28 ч., след като гори 102 минути. Когато северната кула пада, отломки от нея падат върху съседната сграда от комплекса, като я повреждат и предизвикват пожар. Тези пожари горят с часове и увреждат конструктивната цялост на сградата, в резултат на което тя се срива в 17:21 ч.

### Жертви
| Ню Йорк               | СТЦ       | 2606 |
| Ню Йорк               | Полет 11  | 87   |
| Ню Йорк               | Полет 175 | 60   |
| Арлингтън             | Пентагон  | 125  |
| Арлингтън             | Полет 77  | 59   |
| Шенксвил, Пенсилвания | Полет 93  | 40   |
| Общо                  | Общо      | 2977 |

Жертвите са 2977 души, без 19-те терористи: 246 – на четирите самолета (няма оцелели), 2606 – в кулите в Ню Йорк и на земята, и 125 – в Пентагона. Други 24 души са обявени за липсващи. Всички жертви са цивилни лица освен 55-те военни, убити в Пентагона. Сред загиналите има представители на повече от 90 държави.
Националният институт по стандарти и технологии на САЩ установява, че по време на атаките, в комплекса на Световния търговски център се намират около 17 400 души. Голяма част от хората, които се намират под зоната на удара, са евакуирани безопасно извън сградите. Освен тях са евакуирани и 18 души от зоната на удара в Южната кула. Около 600 души са убити незабавно или са хванати в капан в Южната кула. В Северната кула загиват 1366 души. Според докладите на комисиите, стотици са убити по времето на удара, а други са хванати в капан и загиват при падането на кулите.
Поне 200 души скачат от горящите сгради и намират смъртта си на улиците или по покривите на съседните сгради. Някои от хората в двете кули успяват да се изкачат до покрива с надеждата, че ще бъдат спасени от хеликоптер, но вратите към покрива се оказват заключени. Към този момент не е предвидена спасителна операция с хеликоптер, освен това гъстият пушек и високата температура биха попречили на хеликоптерите да се намесят.
411 служители на спасителните служби, които се отзовават на сигналите, загиват, докато се опитват да спасят хората и да ограничат пожарите.

## Извършители
За терористите е установено, че са свързани с Ал-Кайда – добре организирана ислямска терористична групировка, ръководена от Осама бин Ладен от Саудитска Арабия. Двама от тях са от Обединените арабски емирства, останалите – от Египет и Ливан. Американските следователи заключават, че Халид Шейх Мохамед е планирал нападенията. Той е заловен през 2003 г. Бин Ладен първоначално отрича, но по-късно потвърждава съучастието си. Най-интересното е, че ФБР не издирва Осама бин Ладен за атентатите от 11 септември 2001 г., а за организиране на други атентати през 1998 г.
През декември 2008 година Халид Шейх Мохамед и други четирима подсъдими се признават за виновни по организиране на атентатите.
Късно вечерта на 1 май 2011 г. (2 май в Пакистан) президентът на САЩ Барак Обама обявява в официално обръщение от Белия дом, че Осама бин Ладен е убит в Абботабад, Пакистан, от американски командоси и тялото му е в американски ръце. След края на военната операция тялото е откарано в Афганистан за разпознаване, а след това погребано, без да бъде предадено на близките му, на неназовано място в Арабско море според ислямските традиции.